# Journée du timbre

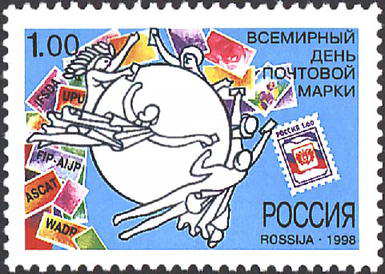
Timbre russe de 1998 célébrant la journée mondiale du timbre postal

La Journée du timbre est une émission de timbre-poste visant à promouvoir l'usage de timbres commémoratifs sur le courrier et la philatélie.
Traditionnellement, les sujets des émissions Journée du timbre ont un rapport avec l'histoire postale : personnalités, voitures postales, facteurs, premiers timbres émis par le pays, etc. Depuis les années 1990, plusieurs administrations postales prennent l'occasion des Journées du timbre pour attirer les jeunes vers la collection de ces figurines avec des sujets attrayants : ainsi, en France depuis 1999, les héros de bande dessinée.
En France, cette émission a fait partie des timbres de bienfaisance au profit de la Croix-Rouge française jusqu'en 2003.

## Première journée
- Autriche : décembre 1935.
- Allemagne : 7 janvier 1936, anniversaire de Heinrich von Stephan ; a lieu fin octobre depuis 1948.
- France : 1938 ; et première émission de timbre le 9 décembre 1944 au profit de l'Entraide française. La journée du timbre devient en 2000 la Fête du timbre.
- Italie : 20 décembre 1959. Dernière journée en novembre 1983. Elle est remplacée à partir de 1986 par la journée de la philatélie.

## Pages Wikipedia
- Les timbres "Journée du timbre" en Allemagne (de).
- Les timbres "Journée du timbre" de France
- Les boules de Moulins, invention visant, en 1870, à faire parvenir le courrier dans Paris assiégé (timbre Europa 1979).